# Kestrel (гранатомет)
Kestrel (укр. «Боривітер») — ручний протитанковий гранатомет, розроблений Чжуншанським національним інститутом науки і технології. Перебуває на озброєнні Збройних сил Республіки Китай та Управління берегової охорони.
Пускова установка виготовлена фіброармованого пластику і має оптичний приціл, а також кріплення для прицілу нічного бачення.
Розробка Kestrel почалася в 2008 році за запитом Корпусу морської піхоти Республіки Китай. З 2009 по 2012 було проведено 11 випробувань, а початкові експлуатаційні випробування та оцінка відбулися в 2013 році.  В тому ж році Kestrel був вперше представлений на виставці аерокосмічної та оборонної техніки в Тайбеї.

## Оператори
Kestrel надійшов на озброєння корпусу морської піхоти у 2015 році. У 2018 році Військова поліція Республіки Китай подала замовлення на 445 пускових установок. Станом на грудень 2019 року вона закупила 397 бойових систем, 238 тестових систем і п'ять навчальних тренажерів.
У 2019 році Управління берегової охорони замовило 84 пускові установки та 88 тренажерів. До квітня 2021 року цими гранатометами було озброєно підрозділи, які дислокуються на островах у Південно-Китайському морі.
Армія Республіки Китай оцінила цю систему як заміну для своїх численних систем M72 LAW. У 2022 році армія подала замовлення на 5000 пускових установок, а у 2023 — ще на 5962 додаткові.

## Ракети

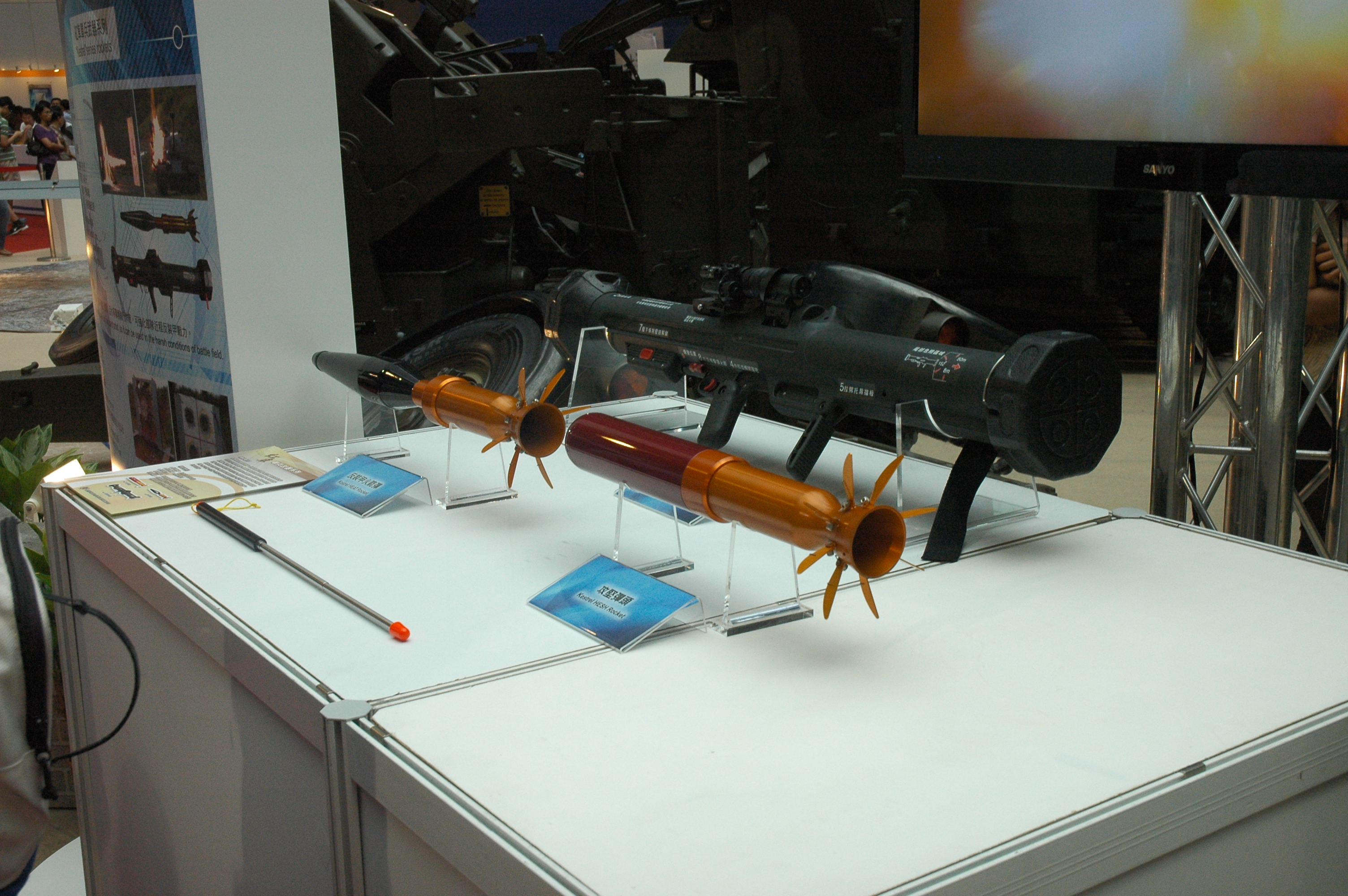
Гранатомет і ракета Kestrel на Тайбейській виставці 2013 року.

- HEAT (англ. High Explosive Anti-Tank) — стандартна протитанкова боєголовка[2]. Має ефективну дальність враження 400 метрів і може пробивати 35 сантиметрів броні[7].
- HESH (англ. High Explosive Squash Head). Розробка 2012 році почалася розробка фугасної боєголовки, яку випробували на цегляних стінах і залізобетоні. [1] Ця боєголовка особливо ефективна для створення імпровізованих проходів (так званих «мишачих нір»[en] у бетонних стінах під час міських боїв. [10] Ракета HESH має ефективну дальність враження 150 метрів і може пробивати 20-60 сантиметрів залізобетону[7].
- Далекобійна ракета з дальністю враження до 1200 метрів знаходиться на стадії розробки[11].
- Чжуншанський інститут розробляє керовану ракету на базі існуючих ракет Kestrel із метою створити вітчизняний еквівалент FGM-148 Javelin[11].